# Икелап, Мария
Мария Икелап (родилась 4 января 1987 года на острове Вено, Чуук) — легкоатлетка, выступающая на международном уровне за Федеративные Штаты Микронезии.
Икелап представлял Федеративные Штаты Микронезии на летних Олимпийских играх 2008 года в Пекине. Она участвовала в спринте на 100 метров и заняла восьмое место в своем забеге, не пройдя во второй раунд. Она пробежала дистанцию за 13,73 секунды.
Является младшей сестрой Эвангелин Икелап, которая так же является легкоатлеткой и выступает на той же дистанции, что и Мария.